# Espressomaschine

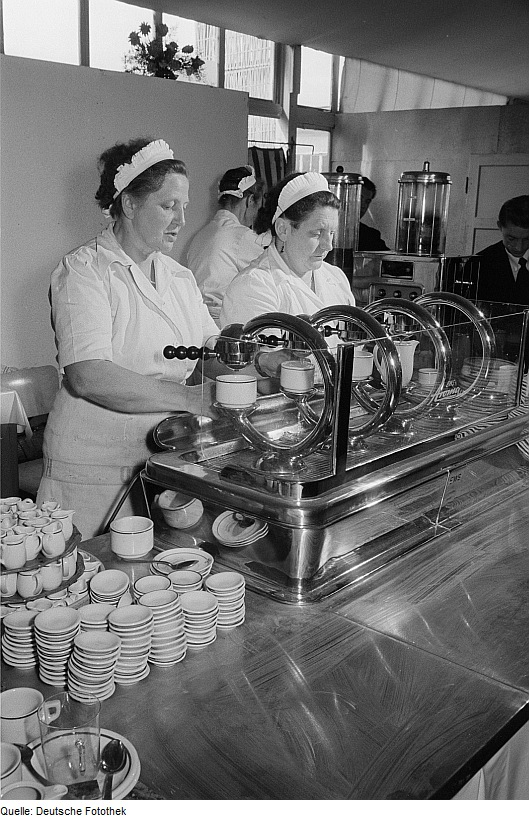
Eine deutsche Siebträger-Kaffeemaschine, 1954

Eine Espressomaschine ist ein Gerät zum Brühen von Espresso (in Österreich auch als „Mokka“ bezeichnet) und darauf basierenden Kaffeespezialitäten.

## Funktionsprinzip

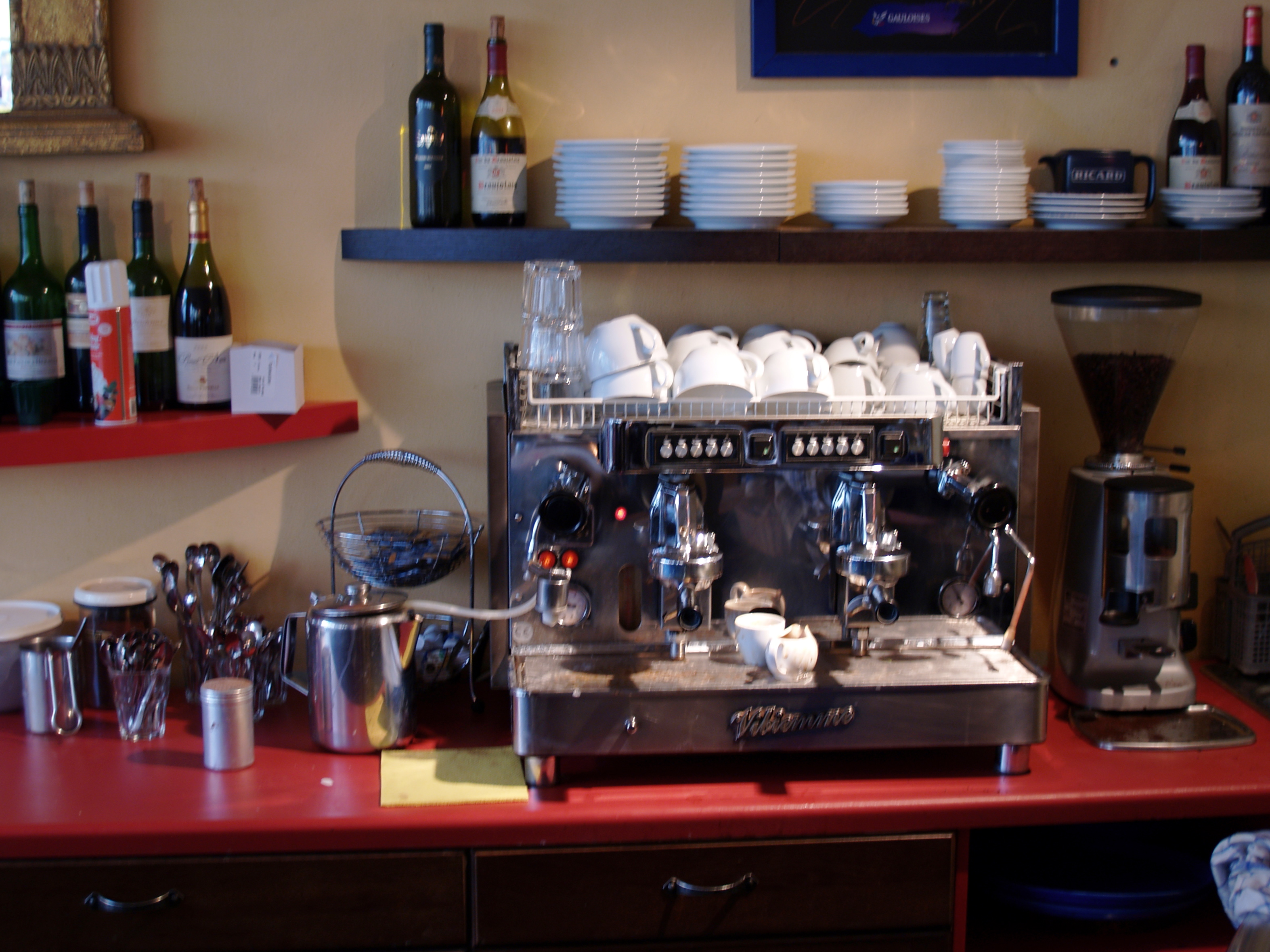
Eine Siebträgermaschine mit digitaler Dosiersteuerung

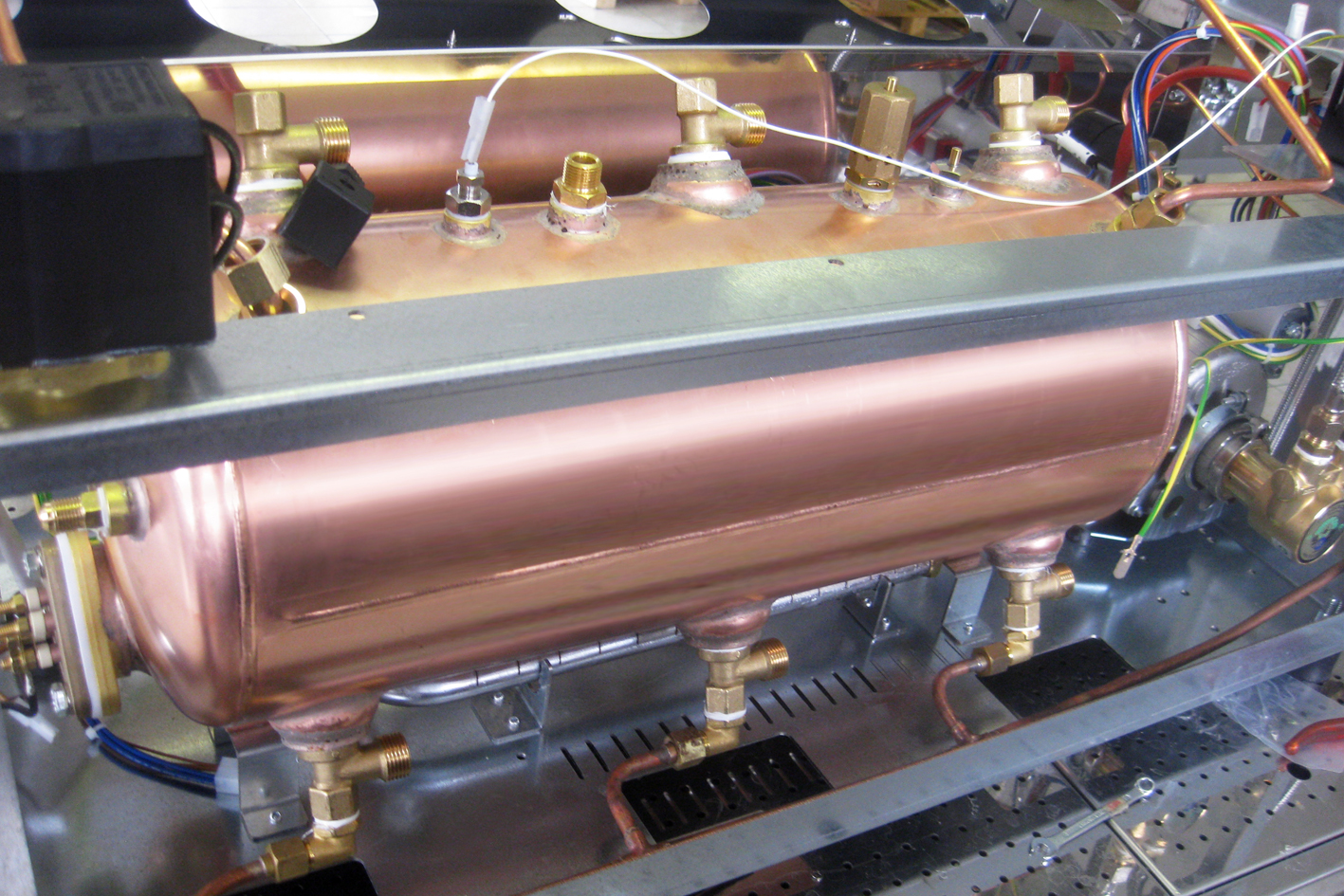
Kupferkessel einer 8B-Espresso AUGUSTA, Hybridversion mit wahlweise Gas- oder elektrischer Beheizung des Kessels

In der Espressomaschine wird Wasser in einem durch Gas oder elektrisch beheizten Kessel oder Wärmetauscher auf etwa 90 °C erhitzt und unter etwa 9 bar Druck durch fein gemahlenes Kaffeepulver geleitet. Der Druck wird entweder durch einen Hebel oder eine elektrische Pumpe erzeugt. Technisch überholt sind Systeme, bei denen der Druck durch Wasserdampf (zu hohe Temperatur und zu niedriger Druck) oder eine hydraulische Vorrichtung aus dem Leitungsdruck (zu hoher Wasserverbrauch) erzeugt wird.
Um zu verhindern, dass das Kaffeemehl in der Brühkammer aufgewirbelt wird und somit überbrüht würde, wird das Kaffeepulver mit einem Tamper, auch Kaffeestampfer oder Espressostampfer genannt, gepresst. Bei Vollautomaten übernimmt dies ein Stempel, aus dem gleichzeitig das Brühwasser kommt.

## Geschichte
Versuche, Espresso mit der Maschine zu erzeugen, gehen auf das 19. Jahrhundert zurück, als verschiedene Entwürfe patentiert wurden; genannt werden „Lebrun im Jahr 1838, Romershausen 1847 und Reiss 1868“. Romershausen unternahm Versuche mit Papier, Lebrun bot eine Dampf-Kaffeemaschine an. Bei allen diesen Versuchen genügte jedoch der Druck nicht, mit dem das Wasser durch den Kaffee gepresst wurde. Das Repertorium der technischen Literatur von 1856 kannte bereits mehr als 60 Kaffeemaschinen.
Ein Patent, bei dem Wasser mithilfe eines Kolbens unter hohem Druck durch Kaffeepulver gepresst wurde, meldete 1938 Achille Gaggia an. Als offizieller Erfinder gilt in Italien dennoch Angelo Moriondo, der 1884 ein Patent einreichte, das den Einsatz von Wasser und Wasserdampf beinhaltete. Das Patent wurde allerdings nie umgesetzt, weshalb man heute davon ausgeht, dass die Entwicklung der Marke fehlschlug. Luigi Bezzera soll auf der Weltausstellung 1855 in Paris bereits einen Prototyp gezeigt haben, konnte diesen jedoch erst ab 1901 vermarkten. Bezzerras Patent wurde von Desiderio Pavoni gekauft und zusammen mit weiteren Erfindern weiterentwickelt.
Man war anfangs überrascht, dass das extrahierte Getränk mit Steigerung des Drucks plötzlich eine schaumige Krone, die sogenannte Crema, erhielt. Die Espressotrinker waren gar derart skeptisch, dass Maschinenhersteller anfangs ihren Espresso „mit natürlicher Crema“ (italienisch: ‚con crema naturale‘) anpriesen, um nicht in den Verdacht der Verwendung chemischer Zusätze zu geraten.
Ab den 1950er Jahren gab es neben Italien auch in Frankreich und Spanien zahlreiche kleinere Firmen, die Espressomaschinen fertigten. Die erste deutsche Siebträger-Kaffeemaschine für den Heimgebrauch war in den 1950er Jahren die Aracati. Die italienischen Geräte verdrängten aufgrund des besseren Preis-Leistungs-Verhältnisses Geräte aus anderen Ländern.

## Modellvarianten
Professionelle Espressomaschinen werden heutzutage sowohl in Cafés und je nach Region auch im To-Go-Bereich (Tankstellen, Stehcafés) eingesetzt. Kaffeevollautomaten, die laut Definition keinen „Espresso“ im eigentlichen Sinn herstellen, werden im letzten genannten Bereich ebenfalls gerne eingesetzt, vor allem weil sie ohne Einweisung bedient werden können. Maschinen für den Heimgebrauch sind in den letzten Jahren verstärkt in Mode gekommen. Unter den verschiedenen Arten von Kaffeemaschinen unterscheidet man hier zwischen folgenden Bauweisen:

### Siebträgermaschinen

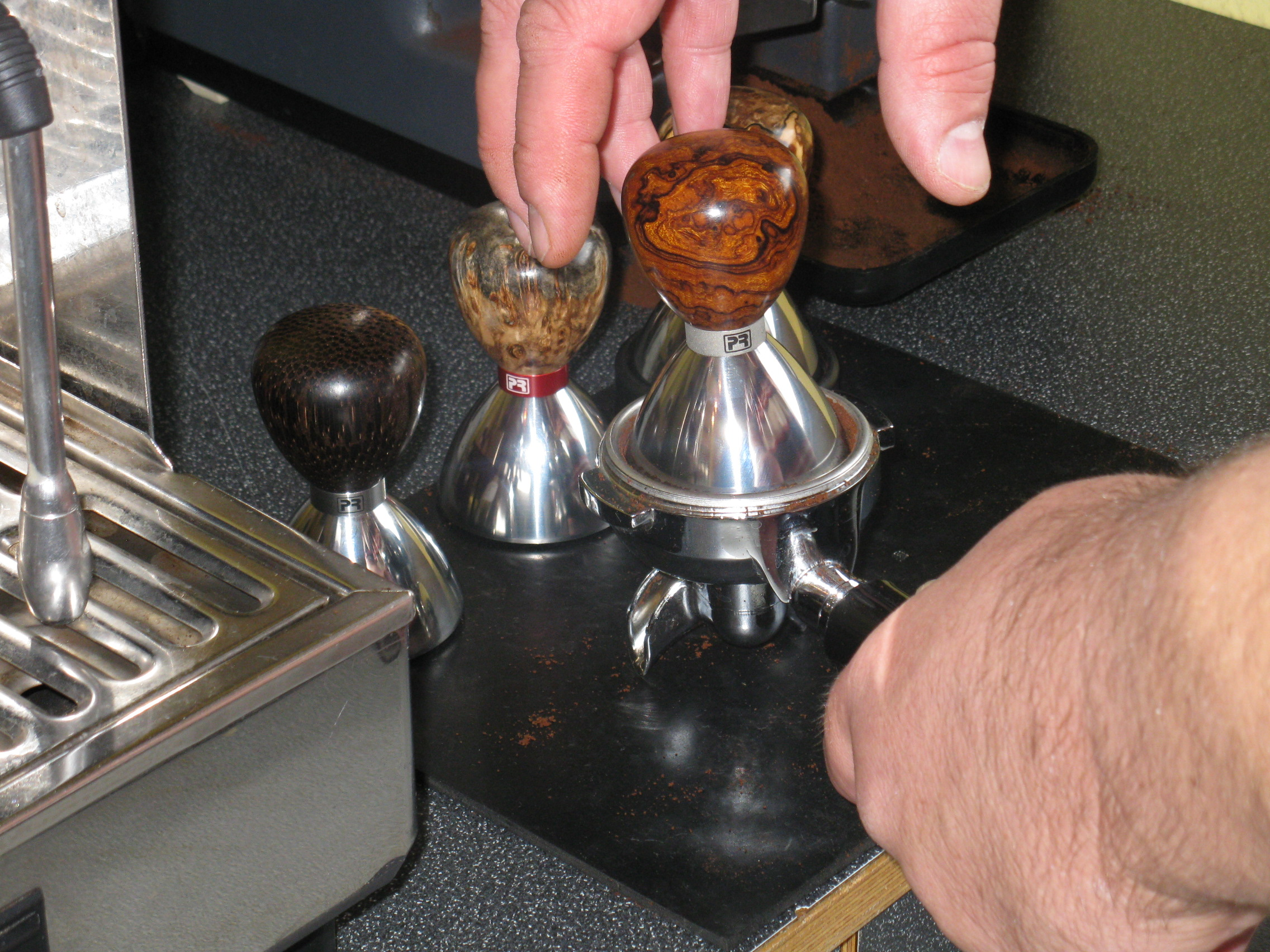
Benutzung eines Espresso-Tampers bei einer Siebträgermaschine

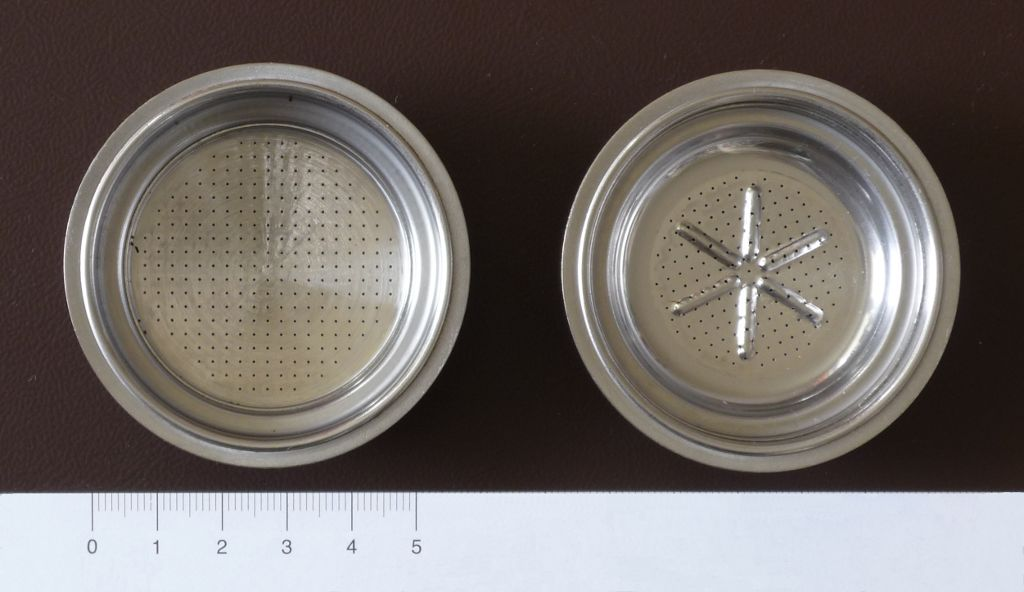
Siebträger-Einsätze für Pulver (links) sowie E.S.E.-Pads (rechts)

Siebträgermaschinen (oft Halbautomaten) arbeiten teilweise wie professionelle Gastronomiegeräte mit einem abnehmbaren Siebträger, der mit Kaffeemehl gefüllt und mittels eines Bajonettverschlusses im Gerät fixiert wird. Sie müssen mit einer separaten Kaffeemühle ergänzt werden, sofern der Kaffee frisch gemahlen werden soll und die Mühle nicht im Gerät integriert ist. Bei diesen Maschinen kann der Bediener eine Vielzahl an Faktoren beeinflussen, die für die Qualität des Ergebnisses ausschlaggebend sind: Den Mahlgrad, die Menge und Stärke der Kompression des Kaffeemehls im Siebträger und die Dauer der Brühzeit. Dadurch ist es mit einiger Übung möglich, den Ablauf optimal auf die Qualität des verwendeten Kaffees auszurichten und ein besseres Ergebnis zu erreichen als mit einem Vollautomaten.
Ein optimaler Espresso braucht in der Regel 25 bis 30 Sekunden für die Zubereitung, in denen die Siebträgermaschine das heiße Wasser mit 9 bar durch das Kaffeemehl drückt. Der Druck und die Hitze reichen aus, um 18 bis 22 % (goldenes Extraktionsverhältnis) der Inhaltsstoffe aus dem Espressopulver zu lösen.
Die meisten Siebträgermaschinen arbeiten mit einer elektrischen Pumpe zur Druckerzeugung, es sind aber auch Modelle erhältlich, die einen manuell bedienbaren Hebel dafür einsetzen (Handhebelmaschinen). Einen technologischen Durchbruch stellt die 1961 auf den Markt gekommene Faema E61 dar, deren damals neuartige Brühgruppe, erkennbar an ihrem charakteristischen verchromten, aus dem Gerät ragenden Brühkopf, selbst heute noch in vielen Espressomaschinen verwendet wird. Die E61 verfügt über eine in den Brühkopf integrierte federbelastete Kammer für sanfteren Druckanstieg (Preinfusion), ein per Exzenterwelle gesteuertes Ventil, das nach dem Brühvorgang den Restdruck in die Tropfschale ableitet, und bei Maschinen mit Wärmetauscher ein Thermosiphon, welches im Stillstand den Kopf heiß hält und das im Wärmetauscher befindliche Wasser teilweise vor Überhitzung schützt.
Viele Anbieter kleinerer Haushaltsmodelle bieten Siebträgermaschinen an, die im Siebträger oder dem Siebeinsatz ein Druckventil (oft „Cremaventil“ genannt, im englischen meist „pressurized portafilter“ oder „pressurized baskets“) enthalten. Dieser gibt den Wasserdurchfluss erst frei, wenn die Pumpe einen Druck von knapp 10 bar aufgebaut hat. Die Angabe „15 bar“ bezieht sich auf den theoretischen Maximaldruck der Pumpe, der nur erreicht wird, wenn das Wasser nicht abfließen kann. Der korrekte Brühdruck liegt bei etwa 9 bar, ist aber bei den meisten Haushaltsmaschinen auf 12 bar eingestellt. Dieses Ventil dient zum Erzeugen einer Crema-ähnlichen Schicht auf der Kaffeeoberfläche auch bei Verwendung von abgelagerten oder sogar vorgemahlenen Kaffees, ohne dass dazu der Mahlgrad auf die Maschine abgestimmt werden muss. Diese „Crema“ ist allerdings mehr eine Art Kaffeeschaum statt einer echten Emulsion der Kaffeeöle, löst sich schneller auf und hat praktisch keinen Eigengeschmack. Daher ist auch oft die Rede von „Fake-Crema“.
Dieselbe Technik findet sich auch in den meisten haushaltsüblichen Kaffeevollautomaten.

### Zentrifugenmaschinen
Zentrifugenmaschinen erzeugen keinen Überdruck, sondern verfügen über eine kleine Zentrifuge, in der sich das Kaffeemehl befindet, welches dann mittels der Zentrifugalkraft vom erhitzten Wasser durchströmt wird. Diese Art der Zubereitung hat den Vorteil, dass die Maschinen im Vergleich zu Automaten und hochwertigen Siebträgermaschinen wesentlich preisgünstiger herzustellen und einfacher zu warten sind.
Da sie für sehr wenig Geld trotz des fehlenden Brühdrucks von 9 bar eine annehmbare Espresso-Qualität lieferten, erfreuten sich diese Maschinen eine Zeit lang einer großen Beliebtheit im untersten Preissegment, wurden dann aber durch die verschiedenen Pad- und Kapselsysteme weitestgehend vom Markt verdrängt.

### Kaffeevollautomaten
Kaffeevollautomaten können nur im weitesten Sinne als „Espressomaschine“ gelten, da in der Regel nie der richtige Druck für die Zubereitung eines Espresso erreicht werden kann. Sie erlauben die mehr oder weniger vollautomatische Zubereitung eines „starken, kurzen Kaffees“ auf Knopfdruck. Die Frischbrühgeräte gelten vor allem als sehr bedienerfreundlich. Allerdings erlauben sie nur eine sehr beschränkte Einflussnahme auf den Ablauf der Zubereitung und damit die Qualität des Ergebnisses. In vielen Modellen ist eine Kaffeemühle integriert, so dass jede Portion frisch gemahlen und gebrüht wird, was sich vorteilhaft auf den Geschmack auswirkt. Bei einigen Geräten kann die Brüheinheit mit wenigen Handgriffen entnommen und gereinigt werden, was aus hygienischer Sicht optimal ist. Andere Maschinen erlauben eine automatische Reinigung und Entkalkung, sind jedoch u. U. anfälliger für Schimmel oder andere Reparaturkosten verursachende Verschmutzungen. Bei Kaffeevollautomaten wird teilweise eine hohe Störanfälligkeit und geringe Haltbarkeit in Relation zum oft hohen Preis bemängelt. Die Qualität der Vollautomaten liegt mehr in der Zubereitung von Café Crème oder Schümli, einen „richtigen“ Espresso nach italienischem Vorbild dagegen können diese Maschinen häufig (entgegen der Darstellung in der Eigenwerbung der Hersteller) nicht produzieren. Ursächlich dafür ist die Brühgruppe aus Kunststoff, die nicht den nötigen Brühdruck aushalten würde, der für eine korrekte Espressozubereitung notwendig ist. Massive Brühgruppen aus Metall findet man fast nur in gastronomischen Ausführungen.

## Gliederung professioneller Espressomaschinen
Die Bezeichnungen für professionelle Espressomaschinen unterscheiden sich von den für Heim-Espressomaschinen üblichen.
- Manuelle oder Kolben-Espressomaschinen: Damit sind die typischen Kolbenmaschinen mit Siebträger gemeint, die in den 1950er und 1960er Jahren üblich waren. Hierbei wird der Druck, der zur Extraktion des Kaffees benötigt wird, mit Hilfe eines Kolbens und eines daran befestigten langen Hebels aufgebracht. Viele Kaffeeliebhaber behaupten, dies sei die beste Art der Espressomaschine. Viele Hersteller produzieren noch heute (10/2007) solche Maschinen, allerdings nur in geringen Stückzahlen.

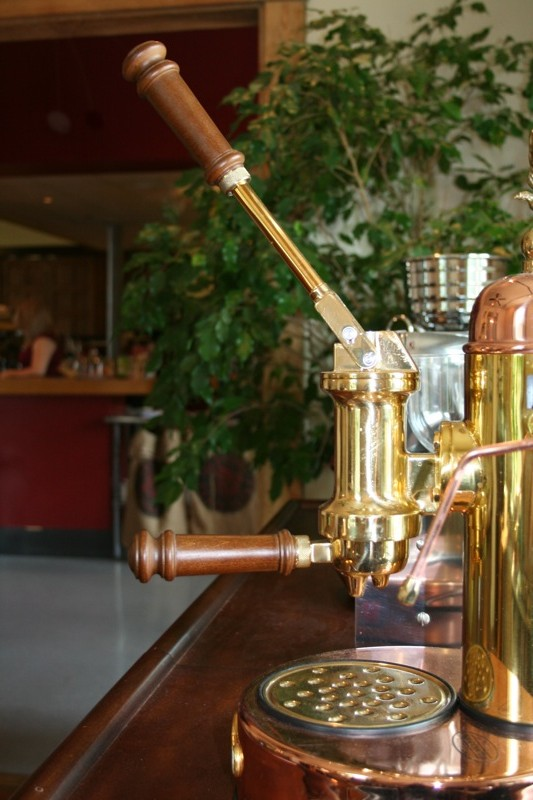
Manuelle Maschine von Elektra nach historischem Vorbild

- Halbautomaten: Diese unterscheiden sich von den Kolbenmaschinen dadurch, dass der Druck hier von einer elektrisch betriebenen Pumpe (Schwingankerpumpe oder volumetrische Pumpe) aufgebracht wird. Sie verfügen über einen einzigen Schalter zur Bedienung, mit dem sich diese Pumpe einfach nur ein- und ausschalten lässt.

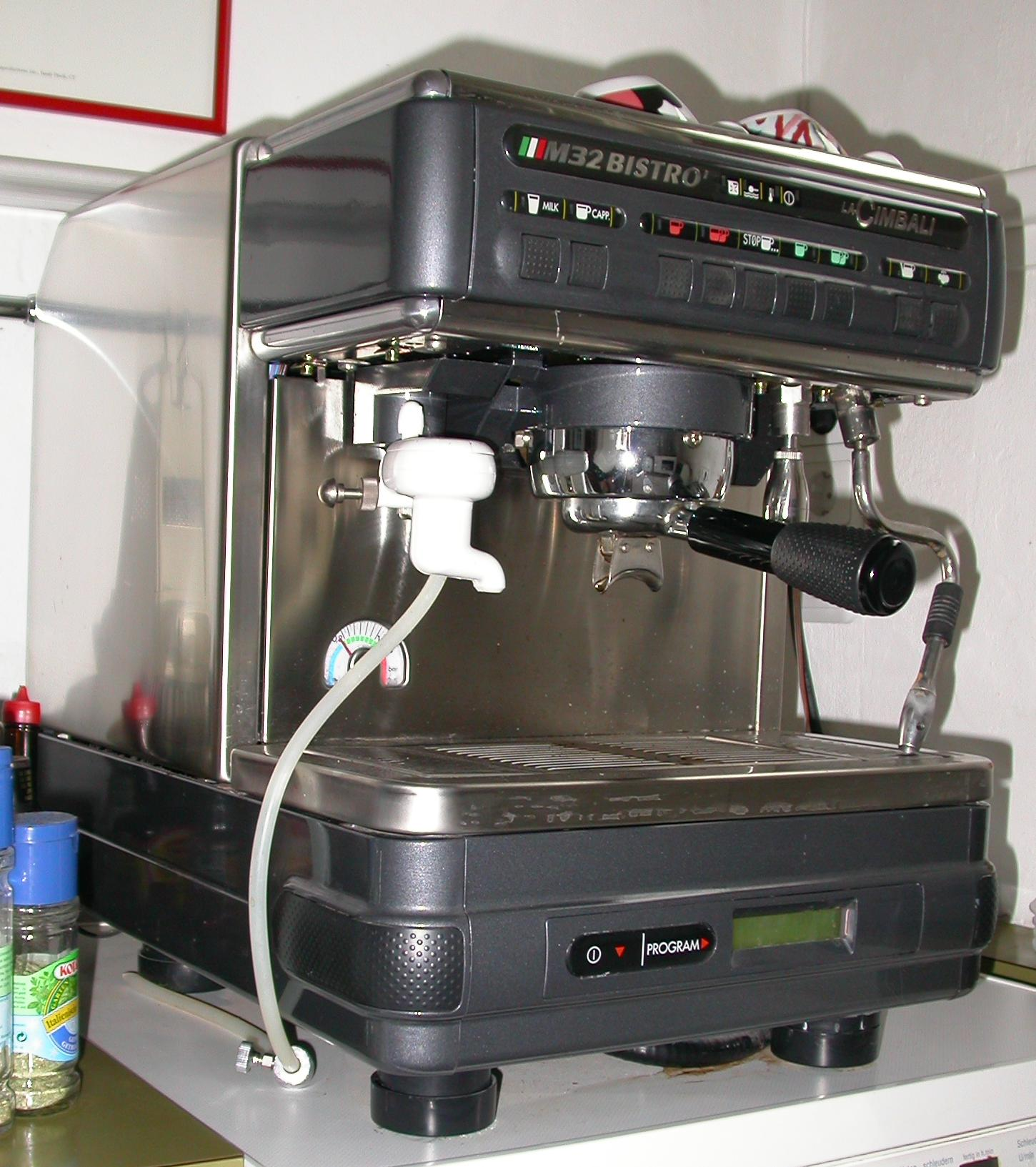
Eine La Cimbali Bistro M32 mit einer Gruppe

- Vollautomaten: Darunter versteht man in der Gastronomie ausschließlich Siebträger-Maschinen, die – im Gegensatz zum Halbautomaten – die Wassermenge elektronisch messen und nach einer bestimmten Menge die Pumpe von selbst abschalten. Das Bild zeigt als Beispiel für einen Vollautomaten eine Bistro M32 mit einer Brühgruppe (Hersteller: Cimbali).

- Supervollautomaten: Diese Maschinen kamen in der Gastronomie erst Mitte der 1990er Jahre auf. Sie automatisieren die komplette Espressozubereitung und verfügen über ein oder mehrere eingebaute Mahlwerke für verschiedene Kaffeesorten. Der komplette Vorgang (Mahlen, Pressen, Extrahieren, Sudausstoßen) erfolgt vollautomatisch auf Knopfdruck. Da der Begriff „Vollautomat“ bereits besetzt war, wurde für diese weitergehend automatisierten Geräte der Begriff „Supervollautomat“ geprägt.

- Seit einigen Jahren existieren Systeme, die vollautomatisch Milch aufschäumen. Dazu wird Milch aus einem Behälter angesaugt, durch einen Dampfstrahl mit Luft aufgeschäumt, dabei erhitzt und über eine Leitung direkt in die Tasse geleitet. Dieses System (Cappuccinatore) findet sich sowohl in superautomatischen als auch in automatischen und halbautomatischen Maschinen. Den Siebträgermaschinen vorbehalten blieb bisher das Turbosteam-System (der Firma Cimbali), bei dem der Bediener nur ein Kännchen mit kalter Milch unter die spezielle Düse stellen muss. Auf Knopfdruck werden heißer Dampf aus dem Kessel und Druckluft aus einem Kompressor in die Milch geschossen, bis ein Sensor das Erreichen einer eingestellten Temperatur registriert. Der so erzeugte Schaum ist bei richtiger Einstellung cremiger, feinporiger und besser temperiert als derjenige eines Cappuccinatore.

Alle diese Maschinen werden noch in verschiedenen Gruppenzahlen angeboten (1 bis 5). Unter Gruppe versteht man eine Einheit aus Wärmetauscher, Brühkopf, Sieb und Siebträger (und bei Vollautomaten einer Dosiereinheit aus Flussmesser, Elektronik und Bedientafel).
Zur Wassererhitzung gibt es verschiedene Systeme:
- In der Anfangszeit wurden fast nur Einkreissysteme gebaut, bei denen das Brühwasser aus einem großen Kessel entnommen wurde. Allerdings muss man dabei einen Kompromiss zwischen Brühtemperatur und ausreichendem Dampfvolumen eingehen. (Haushaltsmaschinen lassen sich von einer niedrigen Brühtemperatur auf eine hohe Dampftemperatur umschalten.)
- Derzeit am weitesten verbreitet sind Zweikreissysteme, bei denen in einem großen Kessel (2–20 l) Wasser auf etwa 120 °C erhitzt wird, gesteuert über den Dampfdruck mittels Pressostaten. Weil der Kessel nur zu etwa zwei Dritteln gefüllt ist, bildet sich mit dem entstehenden Dampfdruck eine Wasserphase (unten) und eine Dampfphase (oben). Durch Leitungen lassen sich hier Teewasser und Dampf zum Schäumen entnehmen. In den Kessel eingelassen ist pro Gruppe ein Wärmetauscher, der nur einige hundert Milliliter Wasser fasst und durch den das Wasser der dazugehörigen Brühgruppe geleitet wird. Somit wird zum Brühen nur Frischwasser und kein Kesselwasser verwendet.
- Seit einigen Jahren ist die Dualboilertechnik auf dem Vormarsch. Hier gibt es einen großen Dampfkessel und einen oder mehrere kleine Brühkessel, deren Temperatur vollkommen unabhängig vom Dampfkessel und sehr konstant ist.
- Da bei Kesselmaschinen der Boiler 15 bis 30 Minuten vorgeheizt werden muss und im Heimgebrauch die Espressomaschine nicht permanent eingeschaltet bleiben soll, erfreuen sich Thermoblock-Espressomaschinen immer größerer Beliebtheit. Hier entfällt der Boiler, das Wasser wird direkt in einem elektrischen Durchlauferhitzer erwärmt und mittels Vibrationspumpe gefördert. Solche Espressomaschinen können bereits zwei Minuten nach dem Einschalten Espresso zubereiten, haben aber keine Brühdrucksteuerung.

Die Beheizung der Kessel erfolgt üblicherweise elektrisch.
Viele gastronomische Zweikreis-Siebträgermaschinen gibt es auch mit zusätzlicher Gasheizung, welche an schwachen Stromanschlüssen wie z. B. bei Strandbars alleine oder zwecks schnellerer Aufheizung aus dem Kaltzustand auch zusammen mit der Elektroheizung betrieben werden kann.